# Propiromorpha rhodophana
Propiromorpha rhodophana är en fjärilsart som beskrevs av Herrich-Schäffer 1849. Propiromorpha rhodophana ingår i släktet Propiromorpha och familjen vecklare. Inga underarter finns listade i Catalogue of Life.